# Kézdiszentléleki római katolikus templom
A  kézdiszentléleki római katolikus templom a falu határán emelkedő Perkő-hegység aljában, enyhén kiemelkedő dombon áll.

## Története
Kézdiszentlélek templomát 1332-ben, a pápai tizedjegyzékben  említették először. A korabeli dokumentumok  szerint a 14. század elején a falunak már volt plébániatemploma.
Az egykori román stílusú templom helyére a 15. század végén egy nagyméretű gótikus templomot építettek.
A reneszánsz stílusú faragott bejárati kapu a 17. századból származik.
A 18. század végén a templomot és a templombelsőt barokk stílusban átalakították. A gótikus boltozatot lebontották, a kapubástyát  felújították, a déli oldal portikusza is akkor épülhetett. 1713-ban a középkori templomtornyot magasították és a hangablakos felső rész is akkor készült. 
Az orgonakarzat építési ideje 1736.
A műemléktemplomot 1701-ben, 1773-ban, 1834-ben, 1892-ben, 1913-ban és 1969-ben javították.
Az 1996-os felújítás során a szentély délkeleti oldalán a tetőpárkány alatt egy 16. századi freskó fríz  került elő. Ugyanakkor semmisült meg a hajó külső falát díszítő középkori falképes felület.

## A templom leírása
A kézdiszentléleki római katolikus templom a legnagyobb háromszéki templomok egyike, 38 méter hosszúságú. 
A hajó szélessége 10 méter, hossza  22 méter, a sokszögzáródású szentély 8 méter széles és 12 méter hosszú.
Nyugati oromfalának sarkait átlósan elhelyezkedő pillérek erősítik, fölöttük az alábbi felirat olvasható:
ERECTUM ANNO 1401 REAEDIFICATUM 1622 RENOVATUM ANNO 1701, 1773, 1892, 1931, 1969.
A hajó északi oldalán lévő pilléreken faragványok láthatók, az egyik egy ökörfejet ábrázol, amely Szent Lukács evangélista jelképe. Keleti irányban a második támpilléren egy durván faragott emberfej, (angyalfej)  van, vagyis Szent Máté evangélista szimbóluma.   
A templomhajó nyugati oldalán álló karzatot négy nyolcszögű, kőből faragott késő gótikus oszlop tartja. 
A templomtér délnyugati sarkában egy elkülönített, szűk középkori lépcsőn lehet feljutni a karzatra.
A templom nyugati bejárata, valamint  a sekrestye ajtókerete szemöldökgyámos.
Említésre méltó a  részben elfalazott, késő gótikus szentségtartó fülke, amely egyenesen záródó nyílással rendelkezik, faragott kőkerete fiatornyos megoldással készült.   
A szentségtartó fülke mellett nyílik a homokkőből faragott, átszelt lóhereívvel záródó sekrestyeajtó.
A szentélyt és a tengelyétől kissé északi irányba eltolódott hajót, csúcsíves diadalív választja el.  A hajó belsejét a déli oldalon három gótikus ablak világítja meg, amelyen kétszer hármas lóhereív és kör alakú díszítés látható.
A poligon záródású szentély keleti falán egy befalazott csúcsíves ablak körvonalazódik.
A templombelső régi emlékei közé tartoznak a gazdagon faragott szárnyasoltárok. A legszebb alkotás a 18. századi főoltár, amelyen a Szent Anna oltárkép látható. A Kálvária mellékoltár szintén a templom szépen díszített darabja.

## Tornya
A műemléktemplom nyugati oromfalához épített háromszintes torony az övpárkányig középkori eredetű. A torony mérete az alapoknál 7x7 méter.
Az alsó szinten lévő ajtó egyben a templom főbejárata, amelynek magas, csúcsívvel záródó gyámos nyílású, bélletes ajtókeretét két mély horony közé fogott körtetag díszíti.
A torony első emeleti részén, a bejárat felett egy kisméretű, kör alakú ablak nyílik. A 2 méter vastagságú oldalfalakon lévő lőrésszerű nyílások szintén középkoriak, amelyeket egykor védelmi célokra használtak.
A legfelső szinten a négy égtáj felé barokk kori köríves ablakok nyílnak.

## Várfala
A templomot körülvevő saroktornyos, kapubástyás erődítmény szokatlan alaprajza egyedülálló a Székelyföldön.
A várfal északi, keleti és déli oldalán ék alakú kiugrások vannak kialakítva,  négy sarkán hengeres tornyok  láthatók. A kilencszögű védőfalnak a déli és északi oldalon két-két,  a keleti oldalon egy kifelé ugró hegyesszögben záródó falrésze van. A védőfal a déli oldalon 3,5-4 méter,  az északi oldalon 3 méter magas.
A sarokvédő tornyok csak kicsivel magasabbak mint a falak, vastagságuk 80 centiméter. A délnyugati saroktorony földszintes épület, zsindelyes tetejének nyitott fedélrésze van. A templom nyugati homlokzatánál emelkedő torony 2 méter vastagságú, amelyen a megmaradt  hosszúkás lőrések bizonyítják, hogy védelmi célra volt építve.
A templom bejárata a nyugati oldalon egy négyszög alakú kapubástya  alatt van. Az épületrész egy kapualjból és egy emeleti helyiségből áll, amelyet a barokk átépítéskor nyugati oromfallal láttak el.
Az udvar felől fedett deszkalépcsőn át lehet feljutni az emeletre.

## Búcsúja
A Szentlélek tiszteletére felszentelt  templom búcsúját, régi hagyomány szerint pünkösd másodnapján tartják.